# Бе (остров)
Бе (Такиеу) — остров в Сиамском заливе, принадлежит Камбодже. Входит в её город-провинцию Сиануквиль. Поверхность острова покрыта лесом. Наивысшая точка 63 метра.
На острове расположен малочисленный населённый пункт — Каохтакиеу.
Пролив менее километра отделяет остров от Национального парка Реам.
Вблизи побережья Такиеу находится множество надводных камней. Ближайшие острова: Рюссе, Срамаоть (Шеналь).